# Насути
Насути (пол. Nasuty, нім. Nossuten) — село в Польщі, у гміні Ґолдап Ґолдапського повіту Вармінсько-Мазурського воєводства.
Населення — 48 осіб (2011).
У 1975-1998 роках село належало до Сувальського воєводства.

## Демографія
Демографічна структура станом на 31 березня 2011 року:
|          | Загалом | Допрацездатний вік | Працездатний вік | Постпрацездатний вік |
| -------- | ------- | ------------------ | ---------------- | -------------------- |
| Чоловіки | 24      | 5                  | 16               | 3                    |
| Жінки    | 24      | 4                  | 10               | 10                   |
| Разом    | 48      | 9                  | 26               | 13                   |